# Падіння метеорита на Уралі 2013 року
Падіння метеорита на Уралі — вибух метеороїда, що стався поблизу Челябінська 15 лютого 2013 приблизно о 9:20 за місцевим часом (UTC+6) — о 5:20 за Київським часом . До входу в атмосферу Землі об'єкт мав близько 17 метрів у діаметрі, масу до 10 000 тонн і рухався зі швидкістю 18 км/с. Вибух стався на висоті від 19 до 24 км і мав потужність близько 500 кілотонн.

## Дані про метеороїд

### Розміри та швидкість
За попередньою оцінкою Роскосмосу «… це космічний об'єкт нетехногенного походження й кваліфікується як метеорит, що рухався зі швидкістю близько 30 км/с низькою траєкторією. » У прес-службі Російської академії наук припустили, що маса метеорита становила близько 10 тонн, а розмір — декілька метрів. На думку Інституту динаміки геосфер РАН, метеорит увійшов у атмосферу зі швидкістю 15—20 кілометрів на секунду, зруйнувався на висоті 30—50 кілометрів, а падіння його фрагментів спричинило яскраве світіння та потужну ударну хвилю. Більша частина фрагментів випарувалася, а до землі могли долетіли лише деякі з них.
На думку голови регіонального відділення Російського географічного товариства, кандидата географічних наук Сергія Захарова болід летів із південного сходу на північний захід, траєкторія польоту йшла під кутом близько 290 градусів по лінії Єманжелінськ — Міас.
За словами Сергія Язєва потужність вибуху була більшою, ніж у Вітімського боліда, а швидкість боліда під час падіння становила від 20 до 70 кілометрів на секунду.
 Експерти журналу Nature наводять іншу оцінку: розмір об'єкта — 15 метрів, маса — 7 000 тонн. Це робить його найбільшим об'єктом, який зіткнувся із Землею за останні 105 років (після Тунгуського метеорита). Імовірно, метеорит належить до класу залізо-нікелевих. Хейнер Клінкрад (англ. Heiner Klinkrad) зазначив, що входження цього тіла в атмосферу пройшло непоміченим, оскільки сучасні телескопи орієнтовані на пошук астероїдів, більших 100 метрів у діаметрі. Досі лише один раз вченим вдалося передбачити зіткнення небесного тіла з Землею — це був астероїд 2008 TC3.
Станом на 7 годину вечора (за Тихоокеанським часом) 15 лютого 2013 року NASA оприлюднило уточнені дані щодо метеорита: до входу в атмосферу Землі об'єкт був близько 17 метрів у діаметрі (більше попередньої оцінки), маса об'єкта — 10 тисяч тонн (значно більше попередньої оцінки), рухався він зі швидкістю 18 км/с. Через 32,5 секунди після входу в атмосферу об'єкт повністю зруйнувався, в результаті чого вивільнилася енергія, що відповідає близько 500 кілотонн у тротиловому еквіваленті. За оцінкою NASA цей метеор істотно більший Сіхоте-Алінського метеорита, і є найбільшим серед метеоритів, що впали на Землю за останнє сторіччя (після Тунгуського метеорита 1908 року).
Космічне агентство США NASA оцінило діаметр боліда приблизно в 17-20 м і кілька разів переглядало масу з початкових 7700 тонн.

### Атмосферні спостереження
Першими рух боліда в небі побачили жителі Костанайської та Актюбінської областей Казахстану о 9:15 (7:15 мск).
О 9:21 за місцевим часом його бачили мешканці Оренбурга. Згодом його слід спостерігався в Свердловській, Курганській, Тюменській та Челябінській областях.
За даними Сергія Захарова, політ боліда над Челябінською областю супроводжувався трьома вибухами різної потужності (перший вибух був найпотужнішим). Вибухам передував яскравий спалах, який тривав близько п'яти секунд, орієнтовно з температурою більше 2500 градусів. За його розрахунками висота вибуху над землею склала від 30 до 70 км, потужність — від 0,1 до 10 кілотонн, а епіцентр вибуху перебував на південь від Челябінська в районі Єманжелінська — Южноуральська. Ударна хвиля прийшла до Челябінська через шість хвилин.

### Спостереження з космосу
До входу в атмосферу небесне тіло не було виявлене станціями стеження та телескопами через малий розмір. Метеорологічні супутники Meteosat 9 та Meteosat 10 зуміли сфотографувати слід від метеорита в атмосфері.

### Місце падіння

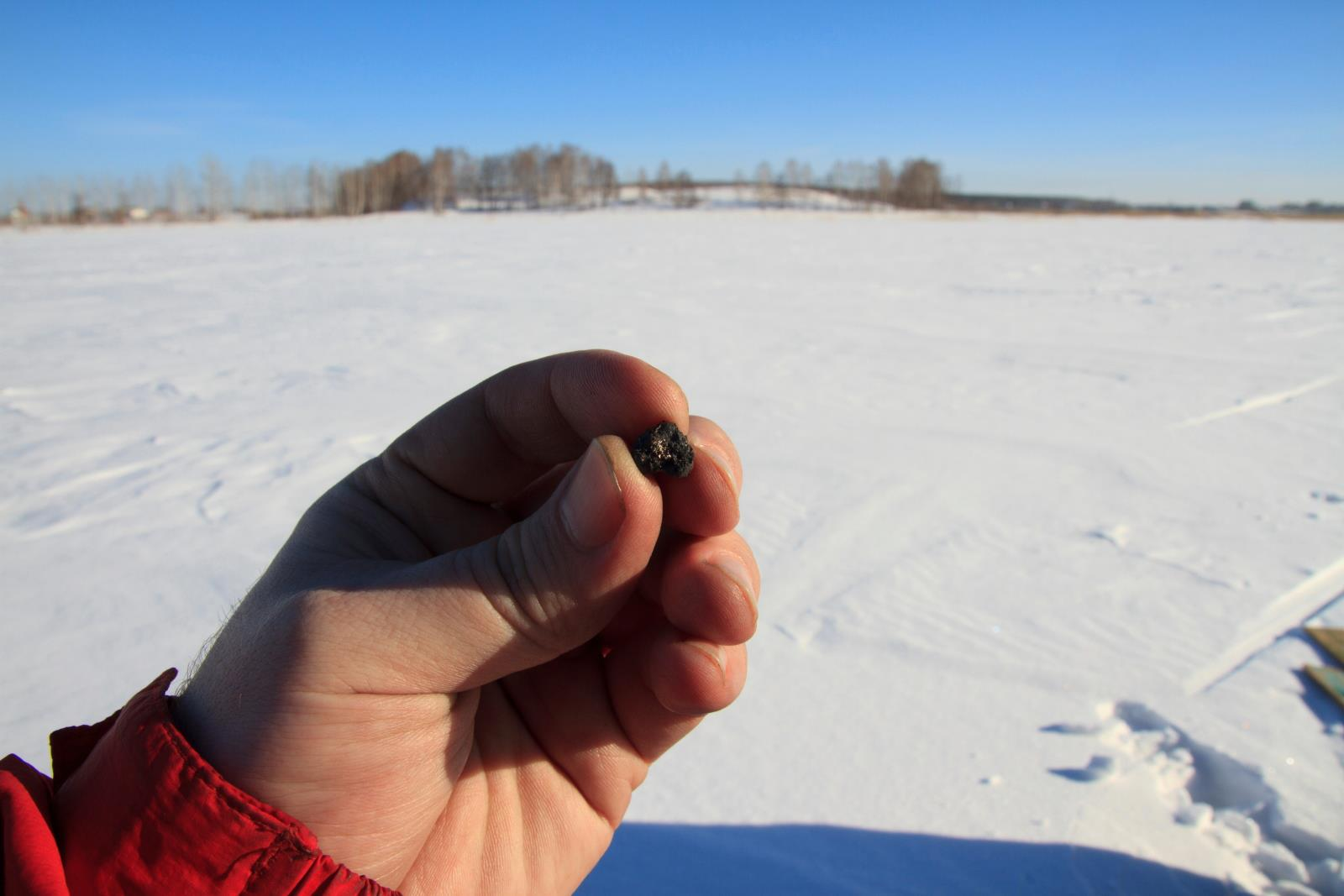
Зразок, знайдений співробітниками уральського федерального університету

За попередніми даними метеорит упав за 80 км від міста Сатки Челябінської області, але керівник Саткинського району інформацію ЗМІ спростував, заявивши, що мешканці району бачили лише слід у небі.
Головне управління МВС у Челябінській області повідомило, що місце падіння метеорита або принаймні його частин — озеро Чебаркуль. Рибалки бачили процес падіння, на озері утворилася ополонка розміром близько 8 метрів, на льоду біля неї було виявлено дрібні фрагменти скельних порід (розміром 0,5 — 1 см). Місце падіння було обстежено патрульною групою поліції, опитано свідків, зібрані уламки надіслано на експертизу. Доступ сторонніх на місце події було обмежено. За повідомленням прес-служби МНС у Челябінській області водолази обстежили місце падіння, але нічого не знайшли. Віце-губернатор Челябінської області повідомив, що ополонка виникла з інших причин, й оголосив про припинення пошуків.
До озера виїхала група дослідників метеоритів з РАН. Хоча їх не пустили безпосередньо до ополонки, вони оглянули околиці й на відстані 40 метрів від охорони знайшли близько 50 дрібних оплавлених уламків, за якими визначили, що метеорит належить до класу звичайних хондритів. На думку дослідників основна маса метеорита лежить в озері.
У вересні 2013 року почалася підготовка до підняття основної частини метеорита, що перебував на дні озера Чебаркуль на глибині приблизно 11 метрів під п'ятиметровим шаром мулу. 16 жовтня 2013 року з озера було піднято уламок вагою 654 кг. 17 жовтня 2013 року уламок був доставлений в Челябінський обласний краєзнавчий музей для просушування і вивчення. При зважуванні уламок зламав ваги та розколовся на три частини. 21 жовтня метеорит був виставлений на загальний огляд.
Дрібніші уламки зберігаються в різних дослідницьких установах, зокрема, в Челябінському державному університеті. У березні 2014 р. з'явилися повідомлення про можливе виявлення в озері Чебаркуль ще більшого уламка.

### Супутні явища
На підставі розрахунків орбіти метеорита, експерти стверджували, що ця подія не пов'язана з проходженням поблизу Землі астероїда 2012 DA14, яке відбулося увечері того ж 15 лютого 2013 року. Відсутність зв'язку між цими подіями підтверджується істотно різним напрямком руху: челябінський метеорит рухався з південного сходу на північний захід, тоді як траєкторія астероїда пролягала з півдня на північ. Аналогічну заяву зробили Європейське космічне агентство (ESA) та NASA. Це просто випадковий збіг у часі. За кілька днів до цього, 11 лютого на Уралі над територією Башкирії також було зафіксовано проліт великого боліда.
У день падіння метеороїда, о 3 годині 20 хвилин 26 секунд за Гринвічем, американські сейсмологи зафіксували поштовх на нульовій глибині з магнітудою 4 приблизно за кілометр на південний захід від центру Челябінська.

## Постраждалі

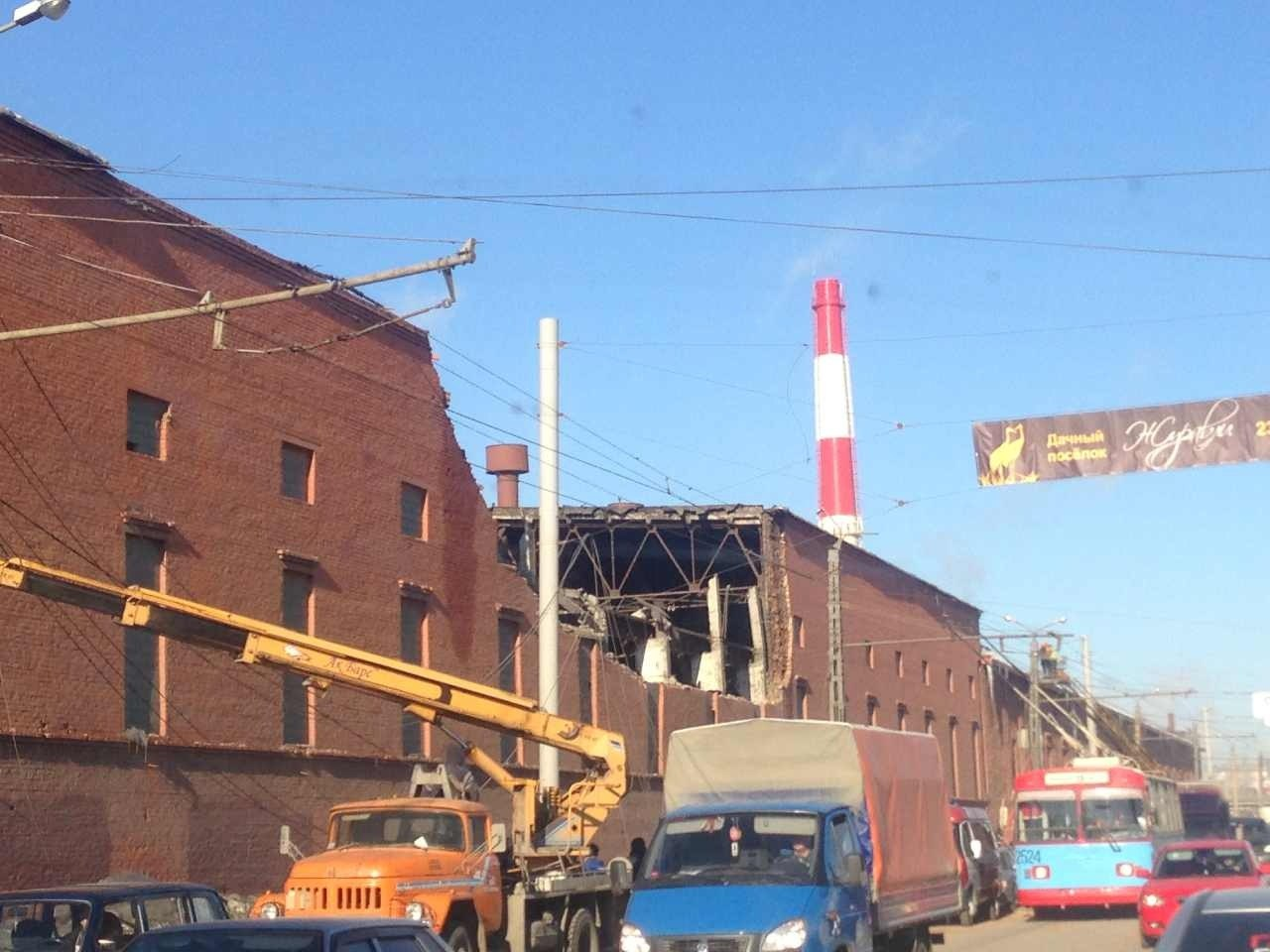
На Цинковому заводі Челябінська вибуховою хвилею зруйновано дах та частину цегляної стіни.

Кількість поранених внаслідок падіння метеорита в Челябінській області становить близько 1600 осіб. На лікарняні ліжка потрапили більше сотні росіян, декілька людей — у важкому стані, більшість ушкоджень завдано уламками скла. Від вибухів постраждали майже три тисячі багатоквартирних будинків, пошкоджено вікна 41 лікувального закладу, 34 лікарень, 361 дитячого закладу — дитячих садків і шкіл. Загалом, за попередніми підрахунками, в Челябінську вибуховою хвилею було вибито більше 100 тисяч квадратних метрів скла.

## Порівняльні оцінки
Випадки масштабних зіткнень метеоритів із поверхнею Землі, або ж ушкодження наземних об'єктів у результаті взаємодії із метеоритами є рідкісним явищем[джерело?]. 1908 року Тунгуський метеорит перетворив на пустку понад 2 тисячі квадратних кілометрів сибірської тайги. Тоді не повідомлялося про жертви, оскільки вибух стався в малонаселеному районі. Ця подія може потрапити в історію як інцидент із найбільшою кількістю постраждалих від метеорита.

## Висвітлення в масмедіа
За 15 годин відео про проліт метеороїда переглянули понад 7,7 млн разів.
Численні російські ЗМІ, з-поміж них «Перший канал», помилково показали у своїх відео газовий кратер Дерваза в Туркменістані як кратер, нібито утворений Челябінським метеоритом.
Оскільки проліт тіла було зафіксовано численними відеореєстраторами в автомобілях, їхня наявність привернула увагу західних ЗМІ. «Wired» випустили окрему статтю про це, пояснивши як відеореєстрація зумовлена високим рівнем корупції в Росії. В «Gizmodo» відзначили, що відеореєстратори зробили важливий внесок у дослідження характеристик метеороїда.

## Галерея
|                    |
| Траєкторія польоту |

|                                |
| Слід у небі над Єкатеринбургом |

|                                                                          |
| Розбите ударною хвилею від вибуху скло в Драматичному театрі, Челябінськ |